# زير أسف
زير أسف هي قرية في مقاطعة سراب، إيران. عدد سكان هذه القرية هو 116 في سنة 2006.